# 斯洛伐克护照
斯洛伐克護照是簽發予斯洛伐克公民的國際旅行證件。斯洛伐克公民同時具有歐盟公民的身份。護照連同國民身份證允許在歐洲經濟區和瑞士的任何國家自由流動和居住。
根據個人意願，每個斯洛伐克公民都有權持有兩本同種護照。第二本護照的有效期5年（而不是標準的10年），而費用保持不變。斯洛伐克的護照由警察簽發。
根据2025年1月8日发布的亨利护照指数，斯洛伐克护照可免签证、落地签证或电子签证入境184个国家和地区，位居世界第11，与克罗地亚、冰岛护照并列。

## 外部連結
- Official passport specimen photo gallery （页面存档备份，存于）
- Photo gallery of the new Slovak biometric passport